# Pouldergat
Pouldergat è un comune francese di 1 281 abitanti situato nel dipartimento del Finistère nella regione della Bretagna.

## Società

### Evoluzione demografica
Abitanti censiti